# Mistrovství světa v ledním hokeji 2018 (Divize III)
III. divize Mistrovství světa v ledním hokeji 2018 se odehrála v jihoafrickém Kapském Městě a v Sarajevu v Bosně a Hercegovině 16.-22. dubna 2018.

## Herní systém
V divizi III hrálo 10 týmů. Ty byly rozděleny do hlavní skupiny A s šesti týmy a čtyřčlenné kvalifikační skupiny B. První tým hlavní skupiny postoupil do skupiny B II. divize.

## Divize III

### Účastníci
| Tým       | Kvalifikace                                    |
| --------- | ---------------------------------------------- |
| Turecko   | 6. místo v Divizi II 2017 - Skupina B a sestup |
| Bulharsko | 2. místo v Divizi III 2017                     |
| Gruzie    | 3. místo v Divizi III 2017                     |
| Hongkong  | 4. místo v Divizi III 2017                     |
| JAR       | Pořadatel, 5. místo v Divizi III 2017          |
| Tchaj-wan | 6. místo v Divizi III 2017                     |

### Tabulka
|  | Jeden tým postupující do skupiny B divize II |
|  | Jeden tým sestupující do skupiny B           |

| Poř. | Tým       | Z | V | VP | PP | P | GV | GI | +/- | B  |
| ---- | --------- | - | - | -- | -- | - | -- | -- | --- | -- |
| 1.   | Gruzie    | 5 | 4 | 0  | 0  | 1 | 35 | 12 | +23 | 12 |
| 2.   | Bulharsko | 5 | 3 | 1  | 0  | 1 | 28 | 10 | +18 | 11 |
| 3.   | Turecko   | 5 | 3 | 0  | 1  | 1 | 22 | 14 | +8  | 10 |
| 4.   | Tchaj-wan | 5 | 2 | 0  | 0  | 3 | 16 | 25 | -9  | 6  |
| 5.   | JAR       | 5 | 2 | 0  | 0  | 3 | 13 | 18 | -5  | 6  |
| 6.   | Hongkong  | 5 | 0 | 0  | 0  | 5 | 4  | 39 | -35 | 0  |

### Zápasy
| Datum | Domácí    | Skóre    | Hosté     |
| ----- | --------- | -------- | --------- |
| 16.4. | Gruzie    | 6 - 2    | Turecko   |
| 16.4. | Tchaj-wan | 5 - 1    | Hongkong  |
| 16.4. | Bulharsko | 4 - 0    | JAR       |
| 17.4. | Turecko   | 6 - 1    | Hongkong  |
| 17.4. | Bulharsko | 3 - 5    | Gruzie    |
| 17.4. | JAR       | 2 - 5    | Tchaj-wan |
| 19.4. | Bulharsko | 7 - 2    | Tchaj-wan |
| 19.4. | Gruzie    | 11 - 1   | Hongkong  |
| 19.4. | Turecko   | 7 - 1    | JAR       |
| 20.4. | Hongkong  | 0 - 10   | Bulharsko |
| 20.4. | Tchaj-wan | 2 - 4    | Turecko   |
| 20.4. | JAR       | 4 - 2    | Gruzie    |
| 22.4. | Gruzie    | 11 - 2   | Tchaj-wan |
| 22.4. | Turecko   | 3 - 4 pp | Bulharsko |
| 22.4. | Hongkong  | 0 - 6    | JAR       |

## Divize III - kvalifikace

### Účastníci
| Tým                     | Kvalifikace                           |
| ----------------------- | ------------------------------------- |
| Bosna a Hercegovina     | Pořadatel, 8. místo v Divizi III 2017 |
| Spojené arabské emiráty | 7. místo v Divizi III 2017            |
| Kuvajt                  | nováček turnaje                       |
| Turkmenistán            | nováček turnaje                       |

### Tabulka
|  | Jeden tým postupující do skupiny A |

| Poř. | Tým                     | Z | V | VP | PP | P | GV | GI | +/- | B |
| ---- | ----------------------- | - | - | -- | -- | - | -- | -- | --- | - |
| 1.   | Turkmenistán            | 3 | 3 | 0  | 0  | 0 | 41 | 5  | +36 | 9 |
| 2.   | Bosna a Hercegovina     | 3 | 2 | 0  | 0  | 1 | 17 | 15 | +2  | 6 |
| 3.   | Spojené arabské emiráty | 3 | 1 | 0  | 0  | 2 | 5  | 12 | -7  | 3 |
| 4.   | Kuvajt                  | 3 | 0 | 0  | 0  | 3 | 5  | 36 | -31 | 0 |

### Zápasy
| Datum     | Domácí                  | stav | Hosté                   |
| --------- | ----------------------- | ---- | ----------------------- |
| 25.2.2018 | Turkmenistán            | 4-0  | Spojené arabské emiráty |
| 25.2.2018 | Kuvajt                  | 1-8  | Bosna a Hercegovina     |
| 26.2.2018 | Kuvajt                  | 2-24 | Turkmenistán            |
| 26.2.2018 | Spojené arabské emiráty | 1-6  | Bosna a Hercegovina     |
| 28.2.2018 | Spojené arabské emiráty | 4-2  | Kuvajt                  |
| 28.2.2018 | Bosna a Hercegovina     | 3-13 | Turkmenistán            |